# Васил Котев
Васил (Цильо) Котев или Котов, наречен Какальо и Кономладски, е български революционер, войвода на Вътрешната македоно-одринска революционна организация.

## Биография
Васил Кономладски е роден в костурското село Кономлади, днес Макрохори, Гърция. Брат е на Новачко Котев. Получава начално образование. Влиза във ВМОРО и е четник при Атанас Петров, като участва в убийството на Касъм ага. В 1900 година е арестуван и лежи една година в затвора. В края на 1902 година е четник при Митре Влаха. Взима активно участие в Илинденско-Преображенското въстание като войвода на Кономладската центрова чета, действала в родното му Костурско и в Мариово. Участва в превземането на градчето Невеска. При завръщането си от Мариово, костурската чета попада на засада в полите на планината Вич при Лаген, при която войводата ѝ Васил Кономладски загива.
Христо Силянов нарича Васил Кономладски:
| „ | един голям локален вожд – от ония, чиличеният дух на които не знаеше какво е крушение. | “ |

Георги Константинов Бистрицки пише за него:
| „ | Цильо Котев от с. Кономлади, с първоначално образование, горещ патриот, участвал в повечето сражения през въстанието, представител на едно от най-пострадалите семейства и на най-нещастен род в околията за отечеството благо, свърши живота си къде края на въстанието – при битката в с. Лаген. | “ |

## Фамилия
Васил Кономладски е син на Коте и потомък (най-вероятно внук) на поп Петър от Кономлади. Има четирима братя и три сестри, от които са известни трима братя: Новачко, Христо (? – около 1909) и Доне (Андон, около 1859 - около 1959). Оженва се към 1880 година за Търпена Васильовска-Бърдарова също от Кономлади, (? – 1925), от която има трима сина и три дъщери: Мария (около 1890 – януари 1963), Георги, София (Софка), трета дъщеря, Тодор (около 1893 – около 1968) и Траян (около 1897 – 8 март 1969).